# Tenrhynea
Tenrhynea là một chi thực vật có hoa trong họ Cúc (Asteraceae).

## Loài
Chi Tenrhynea gồm các loài: